# Peter Ryan
Peter Ryan (n. 10 iunie 1940, Pennsylvania, SUA – d. 2 iulie 1962, Paris, Franța) a fost un pilot de Formula 1. De-a lungul carierei a luat startul în 1 cursă, niciuna din pole-position. Nu a câștigat nicio cursă și nu a terminat niciodată pe podium, acumulând 0 puncte în întreaga activitate ca pilot de Formula 1.